# KAGEROU
『KAGEROU』（カゲロウ）は齋藤智裕の長編小説。朝日新聞の取材により作者が俳優の水嶋ヒロだったことがわかっている。齋藤は命をテーマにしたこの作品で1200以上の応募があった第5回ポプラ社小説大賞を受賞した。

## あらすじ
会社をリストラされ、多額の借金を抱えた男・ヤスオは、絶望のあまり廃墟ビルのフェンスから投身自殺を図ろうとした所、黒服の男・キョウヤに阻止される。キョウヤは、裏社会の臓器提供グループ『全日本ドナー・レシピエント協会』の一員であり、彼の勧めでヤスオは、臓器提供の報酬を田舎の両親に送る契約を結ぶ。

## 登場人物
ヤスオ/大東泰雄（おおひがしやすお）
本作の主人公。40歳（物語の途中で41歳になった）。会社で営業マンとして勤務していたが、会社のリストラと多額の借金を背負い投身自殺を図るも、キョウヤに止められ、臓器移植の話を聞く。彼は当初は移植することに反対していたが、キョウヤの勧めもあり、引き受けることになった。アカネに対しては看護師の『安田ヤスオ』という偽名を使っている（初対面の際に白衣を着ていたため）。
キョウヤ/京谷貴志（きょうやたかし）
本作の準主人公。『全日本ドナー・レシピエント協会（通称：全ド協）』のスペシャルコーディネーター。彼の右腕は事故で損傷し移植したものの、移植条件が一致したレシピエントがアフリカ人だったため、通常の皮膚とは色が異なっている（彼いわく『ブラック・ジャックみたい』）。
アカネ/天木茜（あまきあかね）
『トランスターミナル』に搬送された少女。拡張型心筋症を患っている。
ヤシロ
ヤスオの高校時代の同級生。あだ名は『スッポン』で、イギリスのバンド『フィッシュ&チップス』のコピーバンド仲間。キョウヤと一緒のヤスオを偶然見かけ、顔を合わせようとするが、キョウヤに『人違い』と信じ込ませ、何とか納得できたらしい。
モーリー
『トランスターミナル』の男性看護師。大男であるが純粋な日本人ではなく、日本語はそれほど上手ではない。『モーリー』という名はヤスオが付けたあだ名だが、実際の名前は不明。

## 受賞と出版
第5回ポプラ社小説大賞を受賞したが賞金2000万円は辞退している。作者の水嶋は自身の名前を伏せて応募したものであると述べている。作家の岩井志麻子は、ゴーストライターではなく水嶋自身の手によるものだと推察している。週刊ポストは2011年1月1日・7日合併号にて、水嶋側から売り込まれた八百長であり、ゴーストライターを部分的に使っていると報じたが、ポプラ社はこれに抗議している。
発売を6日後に控えた2010年12月9日、物語のクライマックスシーン（232ページ）で主要登場人物の名前が別の人物の名前になっているという誤植が発覚した。この時点で発売前重版も含めて43万部という部数が決まっており、刷り直せば発売が翌年にずれ込むことは決定的だったため、ポプラ社は誤植部分に正しいシールを貼るという作業を、全社員総出、印刷会社や取次に力を借りて、全て手作業で行った。
本書の販売方式としてポプラ社は責任販売制をとっている。返本がほぼ出来ない方式であるため、新人作家がこの方式をとったことには疑問が呈されている。
部数は発売前から増刷が繰り返されて43万部に達しており、加えて25万部の増刷が決定している。これは初版でも村上春樹の新作である「1Q84」の25万部を越えているが、ネットオークションでは発売してすぐに大量の出品があった上、数日で値崩れの様相を見せていた。これについては出版社の思惑通りであるという見方もある。

## 評価
自殺や臓器移植のような重い問題を扱いながらオヤジギャグやだじゃれが交じる文章には軽妙さがあると毎日新聞は述べている。書評家の大森望は、ゆったりとした文字組のため読みやすいことを長所にあげており、主人公のキャラクターと文章がこなれていないことが相まってそれなりに好感が持てる小説になっていると述べている。
作品について、書評家や編集者とは反対にタレントなどは比較的好意的な評価を寄せている。北斗晶は「凄く面白い内容」と述べている。一方で批判的な意見も多い。Amazonには酷評が多く投稿された。岩井志麻子は「不幸が類型的」「苦しみの描写が脚本みたい」と苦言を呈している。産経ニュースでは覆面座談会の形で内容については否定的な報道をしており、「深みのなさは致命的」や「ビジネスとしてはお見事」と述べている。ただし、こちらでは他の本も売れるという効用への期待も述べられていた。

## 書誌情報
- 齋藤智裕『KAGEROU』ポプラ社、2010年12月。ISBN 978-4-591-12245-7。

## 関連書籍
- 外村明彦『齋藤智裕「KAGEROU」を読み解く』オークラ出版、2011年4月。ISBN 978-4-7755-1676-8。